# 日本国憲法第21条
日本国憲法 第21条（にほんこく（にっぽんこく）けんぽう だい21じょう）は、日本国憲法の第3章にある条文で、集会の自由・結社の自由・表現の自由、検閲の禁止、通信の秘密について規定している。

## 条文
日本国憲法 - e-Gov法令検索

第二十一条
1. 集会、結社及び言論、出版その他一切の表現の自由は、これを保障する。
2. 検閲は、これをしてはならない。通信の秘密は、これを侵してはならない。

## 解説
いわゆる表現の自由ないしは言論の自由の日本における根拠条文である。なお、集会の自由ないしは結社の自由も、表現の自由に類するものとして本条により保障されている。
2項前段は、検閲を禁止する規定であるが、検閲が定義されていないため、制限される「検閲」の主体について争いがある。最高裁判所は、行政機関が行うものに限定すると判断している。裁判所の命令も検閲の主体には含まれないものとされている（北方ジャーナル事件参照）。
2項後段は、通信の秘密を保障する規定であり、検閲の禁止とあわせて、表現の自由を保障するための一つの施策として憲法上確保されているものである。
検閲の禁止ないしは通信の秘密を実現する規定としては、電気通信事業法第3条ないし第4条の規定がある。
大日本帝国憲法においても、表現の自由を認める規定があった（29条）。法律の留保が付せられていたこともあり、制約される場合もあった。

## 沿革

### 大日本帝国憲法
東京法律研究会 p.8

第二十六條
日本臣民ハ法律ニ定メタル場合ヲ除ク外信書ノ祕密ヲ侵󠄁サルヽコトナシ
第二十九條
日本臣民ハ法律ノ範圍內ニ於󠄁テ言論著󠄁作印行集會及󠄁結社󠄁ノ自由ヲ有ス

### GHQ草案
「GHQ草案」、国立国会図書館「日本国憲法の誕生」。

#### 日本語
第二十条
集会、言論及定期刊行物並ニ其ノ他一切ノ表現形式ノ自由ヲ保障ス検閲ハ之ヲ禁シ通信手段ノ秘密ハ之ヲ犯ス可カラス
第二十一条
結社、運動及住居選定ノ自由ハ一般ノ福祉ト抵触セサル範囲内ニ於テ何人ニモ之ヲ保障ス
何人モ外国ニ移住シ又ハ国籍ヲ変更スル自由ヲ有ス

#### 英語
Article XX.
Freedom of assembly, speech and press and all other forms of expression are guaranteed. No censorship shall be maintained, nor shall the secrecy of any means of communication be violated.
Article XXI.
Freedom of association, movement and choice of abode are guaranteed to every person to the extent they do not conflict with the general welfare.
All persons shall be free to emigrate and to change their nationality.

### 憲法改正草案要綱
「憲法改正草案要綱」、国立国会図書館「日本国憲法の誕生」。

第十九集会、結社及言論、出版其ノ他一切ノ表現ノ自由ハ之ヲ保障シ検閲ハ之ヲ禁ジ通信ノ秘密ハ之ヲ侵スベカラザルコト

### 憲法改正草案
「憲法改正草案」、国立国会図書館「日本国憲法の誕生」。

第十九条
集会、結社及び言論、出版その他一切の表現の自由は、これを保障する。
検閲は、これをしてはならない。通信の秘密は、これを侵してはならない。

## 判例
- 石井記者事件 最判昭和27年8月6日 刑集第6巻8号974頁 (PDF)
- 新潟県公安条例事件 最大判昭和29年11月24日 刑集第8巻11号1866頁 (PDF)
- チャタレー事件 最大判昭和32年3月13日 刑集第11巻3号997頁 (PDF)
- 北海タイムス事件 最決昭和33年2月17日 刑集第12巻2号253頁 (PDF)
- 街頭演説事件 最決昭和35年3月3日 刑集第14巻3号253頁 (PDF)
- きゅう適応症広告事件 最決昭和36年2月15日 第15巻2号347頁 (PDF)
- 月刊ペン事件 最判昭和56年4月16日 刑集第35巻3号84頁 (PDF)
- 東京都公安条例事件 最大判昭和35年7月20日 刑集第14巻9号1243頁 (PDF)
- 悪徳の栄え事件 最大判昭和44年10月15日 刑集第23巻10号1239頁 (PDF)
- 博多駅テレビフィルム提出命令事件 最大決昭和44年11月26日 刑集第23巻11号1490頁 (PDF)
- 八幡製鉄事件 最大判昭和45年6月24日 民集第24巻6号625頁 (PDF) （法人の権利能力）
- 全農林警職法事件 最大判昭和48年4月25日 集刑第187号361頁 (PDF)
- 猿払事件 最大判昭和49年11月6日 刑集第28巻9号393頁 (PDF)
- 徳島市公安条例事件 最大判昭和50年9月10日 刑集第29巻8号489頁 (PDF)
- 外務省秘密漏洩事件 最決昭和53年5月31日 刑集第32巻3号457頁 (PDF)
- マクリーン事件 最大判昭和53年10月4日 民集第32巻7号1223頁 (PDF)
- 政経タイムス事件 最判昭和54年12月20日 	刑集第33巻7号1074頁 (PDF)
- よど号事件新聞記事抹消事件 最大判昭和58年6月22日 民集第37巻5号793頁 (PDF)
- 札幌税関検査事件 最大判昭和59年12月12日 民集第38巻12号1308頁 (PDF)
- 吉祥寺駅構内ビラ配布事件 最判昭和59年12月18日 刑集第38巻12号3026頁 (PDF)
- 北方ジャーナル事件 最大判昭和61年6月11日 民集第40巻4号872頁 (PDF)
- サンケイ新聞事件 最判昭和62年4月24日 民集第41巻3号490頁 (PDF)
- 法廷内メモ訴訟上告審 最大判平成1年3月8日 民集第43巻2号89頁 (PDF)
- 岐阜県青少年保護育成条例事件 最判平成1年9月19日 刑集第43巻8号785頁 (PDF)
- 政見放送削除事件 最判平成2年4月17日 民集第44巻3号547頁 (PDF)
- 破防法事件 最判平成2年9月28日 集刑第255号261頁 (PDF) 最判平成2年9月28日 刑集第44巻6号463頁 (PDF)
- 成田新法事件 最大判平成4年7月1日 民集第46巻5号437頁 (PDF)
- 家永教科書裁判第一次訴訟最高裁判決 最判平成5年3月16日 民集第47巻5号3483頁 (PDF)
- 泉佐野市民会館事件 最判平成7年3月7日 民集第49巻3号687頁 (PDF)
- 家永教科書裁判第三次訴訟最高裁判決 最判平成9年8月29日 民集第51巻7号2921頁 (PDF)
- 寺西判事補事件 最大決平成10年12月1日 民集第52巻9号1761頁 (PDF)